# Певераньо
Певераньо (італ. Peveragno, п'єм. Povragn) — муніципалітет в Італії, у регіоні П'ємонт, провінція Кунео.
Певераньо розташоване на відстані близько 480 км на північний захід від Рима, 85 км на південь від Турина, 8 км на південний схід від Кунео.
Населення — 5564 особи (2014).

## Демографія
Населення за роками:

Станом на 1 січня 2023 року в муніципалітеті офіційно проживало 378 іноземців з 42 країн, серед них 122 громадяни країн Євросоюзу.

## Сусідні муніципалітети
- Бейнетте
- Бовес
- К'юза-ді-Пезіо
- Кунео
- Лімоне-П'ємонте